# Summer World University Games 2025/Teilnehmer (Sri Lanka)
| Gelbes Symbol für Goldmedaillen mit stilisierten Olympischen Ringen | Graues Symbol für Silbermedaillen mit stilisierten Olympischen Ringen | Braundes Symbol für Bronzemedaillen mit stilisierten Olympischen Ringen |
| ------------------------------------------------------------------- | --------------------------------------------------------------------- | ----------------------------------------------------------------------- |
| —                                                                   | —                                                                     | —                                                                       |

Sri Lanka nahm an den Summer World University Games 2025 vom 16. bis zum 27. Juli mit 28 Athleten (13 Männer und 15 Frauen) teil.

## Teilnehmer nach Sportarten

### Badminton
| Männer - Tharin Punchihewa - Thenuka de Silva | Frauen - Jananuwani Amanda - Suhasni Vidanage |

### Leichtathletik
| Männer - Isuru Welapala - Oshada Thandalge - Tharuka Alahapperuma - Inura Welikalage - Vinoth Thekan | Frauen - Wijesooriya Arachchilage - Nimansha Herath - Balapuwaduge Mendis - Nayana Bilingas - Wikramasinha Arachchi - Daksitha Nesarasa |

### Rudern
Frauen
- Kalpani Aleththuge (Einer und Zweier ohne Steuerfrau)
- Lokupathirage Perera (Zweier ohne Steuerfrau)

### Schwimmen
| Männer - Sandev Senaratna - Chris Wijayalath - Induwara Liyanage | Frauen - Herath Herath |

### Taekwondo
Frauen
- Hesanya Welikala

### Tennis
| Männer - Dhilvan Herath | Frauen - Samadhi Jayasinghe |

### Tischtennis
| Männer - Virunaka Hendahewa - Hiruna Warusawithana | Frauen - Thanushi Rodrigo - Nathasha Siwrathne |